# 小行星3390
小行星3390（3390 Demanet）是一颗绕太阳运转的小行星，为主小行星带小行星。该小行星于1984年3月2日发现。

## 轨道参数
小行星3390的轨道半长轴为2.2526451 UA，离心率为0.116。